# Mörtö
Mörtö är en 1,87 km2 stor ö i Stockholms skärgård och ligger direkt söder om Uvön och sydväst om Nämdös sydspets. Reguljär båtförbindelse genom Waxholmsbolaget finns till Saltsjöbaden och Stavsnäs via bryggorna Mörtö och Mörtö södra.
Ön är ca 3 km lång och har en kalkrik berggrund som ger rik växtlighet med många ovanlilga arter. Mörtö är bebyggd med ett 30-tal fritidshus som är koncentrerade i två områden.
Ön delas i en nordlig och en sydlig del av en ca 200 meter bred 'getingmidja'.  Den södra delen karaktäriseras av de hagar och ängar som hör till Mörtö gård och det över 40 meter höga utkiksberget. Den norra delen är skogigare och domineras av insjön Träsket.
Ön var bebodd redan på 1500-talet. Under första världskrigets vedbrist i Stockholm kalhöggs ön. Sedan dess har dock skogen på ön återhämtat sig. 1921 avstyckades 20 fritidshustomter för posttjänstemän vid huvudkontoret i Stockholm. En del av fritidhusen har senare omvandlade till helårsboenden.